# Nguyễn Huy Đẩu
Nguyễn Huy Đẩu (8 tháng 5 năm 1914 – 22 tháng 9 năm 2008) là thẩm phán và nhà ngoại giao Việt Nam Cộng hòa, cựu Tổng Lãnh sự tại Ấn Độ và Đại sứ tại Vương quốc Maroc. Sau năm 1975, ông sang Mỹ định cư cho đến khi tham gia vào tổ chức chống cộng gọi là Chính phủ Cách mạng Việt Nam Tự do, về sau ra giữ chức "Bộ trưởng Tư pháp" Chính phủ Lâm thời Việt Nam Tự do vào năm 1997.

## Tiểu sử
Nguyễn Huy Đẩu sinh ngày 8 tháng 5 năm 1914 tại Hà Nội, Bắc Kỳ, Liên bang Đông Dương. Năm 1933, ông vào Nam theo học Khoa Luật Viện Đại học Sài Gòn cho đến khi thi đậu lấy bằng tiến sĩ luật vào năm 1952. Ông vẫn ở lại Sài Gòn hành nghề luật sư và đi dạy học khi đất nước bị chia cắt sau Hiệp định Genève năm 1954.
Tháng 10 năm 1970, Thủ tướng Trần Thiện Khiêm chính thức bổ nhiệm ông làm Tổng Lãnh sự Việt Nam Cộng hòa tại New Delhi, Ấn Độ. Năm 1974, ông được điều động làm Đại sứ Việt Nam Cộng hòa tại Vương quốc Maroc. Năm 1967, ông giữ chức vụ Chánh án Tòa Thượng thẩm Sài Gòn và đến năm 1969 thì được bổ nhiệm làm Tổng Thanh tra Bộ Ngoại giao. Ông còn là Giáo sư thỉnh giảng tại Khoa Luật Viện Đại học Sài Gòn và Trường Kỹ thuật Phú Thọ.
Sau biến cố 30 tháng 4 năm 1975, ông đang ở Maroc nên chọn di cư sang Mỹ theo diện tị nạn cộng sản. Năm 1997, ông tham gia tổ chức chống cộng tên gọi Chính phủ Cách mạng Việt Nam Tự do trên cương vị là Chủ tịch Ủy ban Cố vấn Quốc gia. Ngày 15 tháng 8 năm 1997, Nguyễn Hữu Chánh thành lập Liên đảng Việt Nam Tự do, Nguyễn Huy Đẩu là thành viên sáng lập đảng này kiêm Chủ tịch Ủy ban Lãnh đạo Liên minh. Ngày 19 tháng 1 năm 2003, ông giữ chức Chủ tịch Ủy ban Tư pháp Chính phủ Lâm thời Việt Nam Tự do.
Nguyễn Huy Đẩu từ trần ngày 22 tháng 9 năm 2008 tại Alexandria, Virginia.

## Đời tư
Nguyễn Huy Đẩu có vợ và 4 người con. Bản thân ông còn là một Phật tử thông thạo Phật giáo, khi còn giữ chức Tổng Lãnh sự ở New Delhi, những lúc rảnh rỗi ông thường tìm đọc sách vở viết về Phật giáo, lịch sử và văn hóa Ấn Độ, đồng thời tham quan các di tích lịch sử và tôn giáo địa phương.

## Tác phẩm
- Luật Dân sự Tố tụng Việt Nam[7]